# Intel 80286
Intel 80286 är en mikroprocessor ursprungligen konstruerad och tillverkad av Intel. Den lanserades i februari 1982. Intel 80286 (ofta kallad "två-åttiosex") var ungefär dubbelt så effektiv som sin föregångare Intel 8086, räknat per klockcykel.
80286 var ursprungligen specificerad för en klockfrekvens på max 6 MHz (med varianter för både 4 och 8 MHz). Lite senare följde tekniskt uppdaterade modeller specificerade för 12,5 MHz. Senare kompatibla varianter från AMD, Harris, Intersil och Fujitsu klarade upp till 25 MHz och vissa av dem fanns även i CMOS-variant.

## Minnesadressering
Processorn har en ordbredd på 16 bitar och den kan adressera upp till 16 MB genom en 24-bitars adressbuss. Minnet är liksom i föregångaren uppdelat i segment på 64 kB. Vanligen hade persondatorer med 286-processor 1 MB arbetsminne.

## AT
Datorer med en 80286-processor kallades ofta för AT, efter IBM's dator med detta namn. AT var en förkortning för Advanced Technology. Processorns avancerade funktioner kom inte att användas i särskilt hög grad, annat än av OS/2.

## Efterträdare
286:an efterträddes av Intel 80386, vilken var den första 32-bitsprocessorn i serien och som löste övergången mellan real mode och protected mode bättre än 286:an, vilken behövde startas om och sedan återföras till önskad kodposition genom den så kallade A20-metoden.
| 80286              |                          |                                          |                      |                      |
| Allmänt            | Ursprunglig tillverkare  | Intel                                    | Intel                |                      |
| Allmänt            | Introducerad             | februari 1982                            |                      |                      |
| Allmänt            | Max klockfrekvens (MHz)  | 4 (en kort tid) 6 (senare 8,10,12,16,20) |                      |                      |
| Fysiska egenskaper | Processteknologi         | HMOS, HMOS-III, CMOS                     | HMOS, HMOS-III, CMOS | HMOS, HMOS-III, CMOS |
| Fysiska egenskaper | Linjebredd (μ)           | 1,5                                      | 1,5                  | 1,5                  |
| Fysiska egenskaper | Kiselbrickans area (mm²) | 47                                       | 47                   | 47                   |
| Fysiska egenskaper | Antal transistorer       | 134000                                   | 134000               | 134000               |
| Extern arkitektur  | Databuss (bitar)         | 16                                       | 16                   | 16                   |
| Extern arkitektur  | Adressbuss (bitar)       | 24                                       | 24                   | 24                   |
| Extern arkitektur  | Max adresserbart minne   | 16 MB                                    | 16 MB                | 16 MB                |